# Neoptodes caicus
Neoptodes caicus là một loài bướm đêm trong họ Noctuidae.